# 华盛顿哥伦比亚特区
华盛顿哥倫比亞特區，正式名称為哥伦比亚特区，簡稱華盛頓特區、華盛頓D.C.、華盛頓或特區（the District），中文又別稱華府，是美國的首都，為大多數美國聯邦政府機關、各國駐美使館及世界银行、國際貨幣基金、美洲国家组织等国际组织总部所在地，擁有為數眾多的博物館與文化史蹟。
1776年美國獨立時的首都是費城，之後因獨立戰爭和國家新立而屢有變遷，到1785年改定紐約為首都。1790年7月1日，美国国会通過《首都选址法》，决定将首都从纽约迁至波多马克河和安那考斯迪亚河汇合处附近；但完成正式遷都前先由費城為行都。1800年，美國聯邦政府部門從費城遷往建設完成的華盛頓，華盛頓開始作為美國首都正式運作至今。华盛顿哥伦比亚特区实际上是由美国国会直接管辖的聯邦地區，因此不屬於美国的任何州份。
华盛顿哥伦比亚特区位於美國東岸的中大西洋地區，屬马里兰州和弗吉尼亚州的交界处，兩州界河波多马克河由西北向東南流貫特區，形成特区西面的天然界限。成立之初，哥伦比亚特区是一个边长10英里（16公里）的正方形区域，不仅包括特区现在的全部范围，还包括波多马克河西岸弗吉尼亚州亚历山德里亚县，即今日的阿灵顿县以及亚历山德里亚市。特区成立后不久，西岸的居民就因为国会过度重视东岸以及蓄奴等问题，发起回归弗吉尼亚的运动，經他们多次请愿，美国国会于1846年7月9日通过法案，并经弗吉尼亚人民大会批准，将波多马克河南岸的土地交还南方的弗吉尼亚州。特區設立早期，波多马克河北岸有喬治城、华盛顿市及华盛顿县三個分開的行政區劃；其中建立於1791年的华盛顿市乃為彰顯喬治·華盛頓對美國建國的貢獻而命名，後來發展為特區中的核心城市。依據一項1871年的立法，前述三區於1878年合并为华盛顿市，而聯邦管轄的特區及華盛頓市地方政府從此轄區重疊，因此產生今日使用的「华盛顿哥伦比亚特区」之合稱。

## 历史

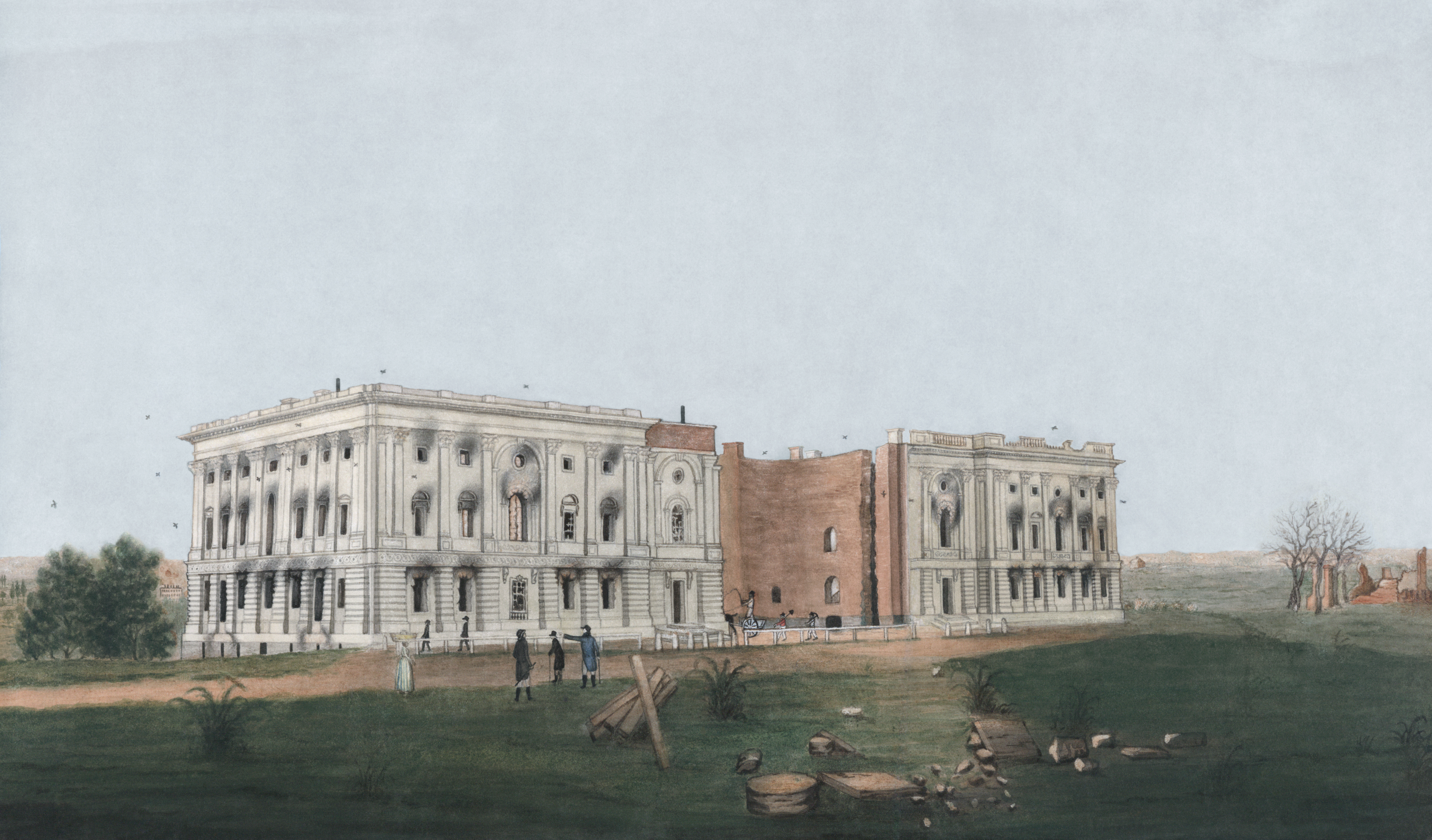
1812年戰爭後重建中的美國國會大廈

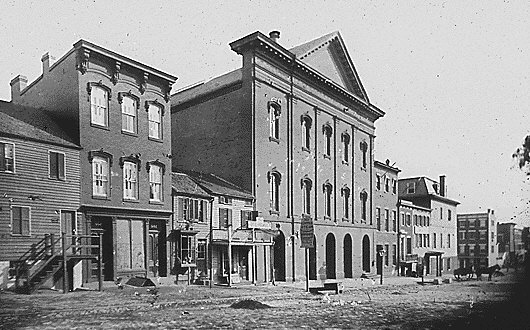
1865年時任美國總統亞伯拉罕·林肯遇刺的地點福特劇院

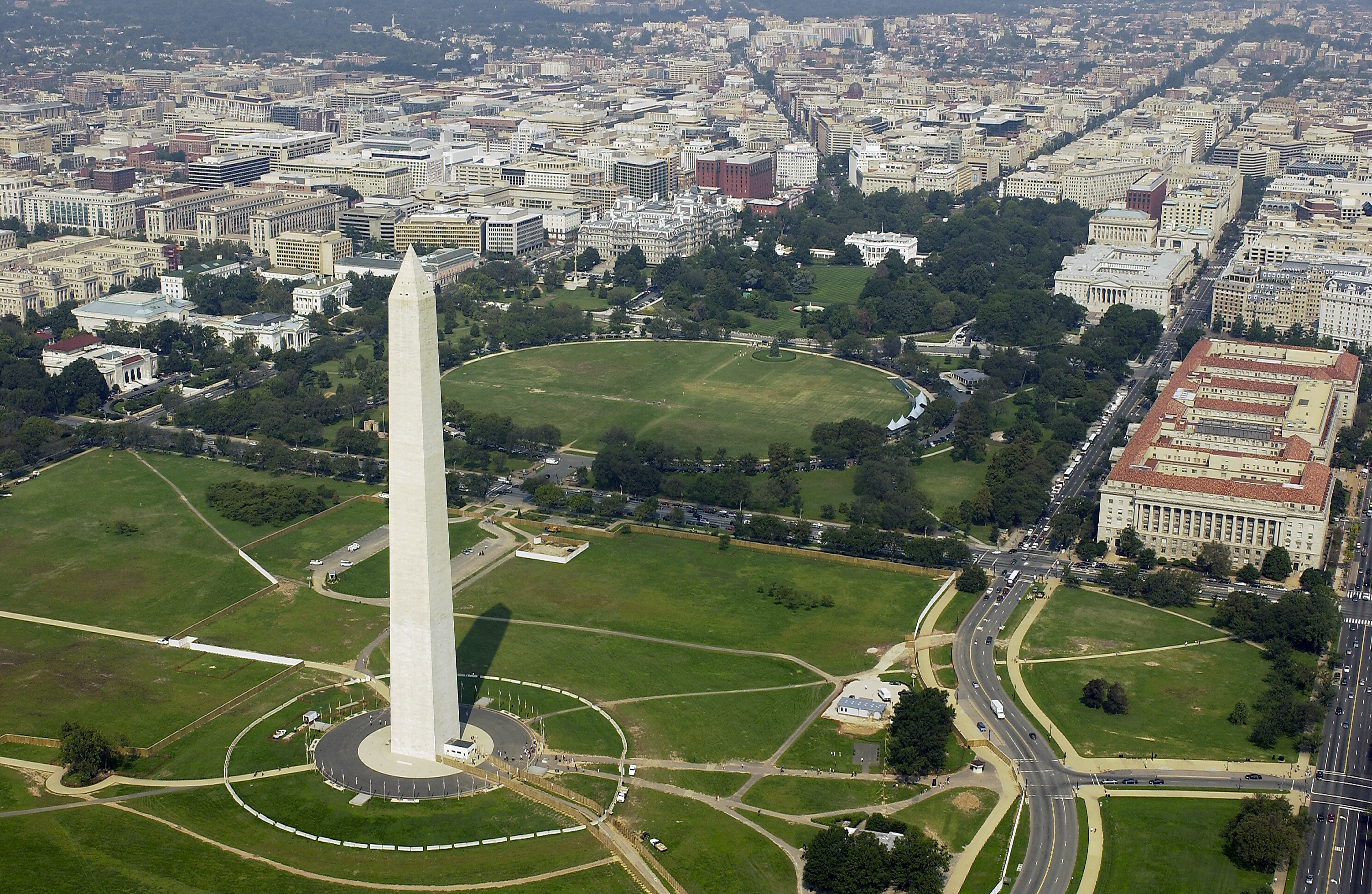
鸟瞰华盛顿纪念碑（2003年9月26日拍摄），背后是白宫

美國獨立後，各州对首都的位置发生争执：北方希望将首都定在纽约；而南方希望将首都定於南方。最终美国南北双方協商，各作让步，在美国南方离北方不远的地方新建一个城市作为美国的首都。地理位置是由詹姆斯·麦迪逊和亞歷山大·漢密爾頓在托马斯·杰斐逊邀請的一次晚宴上讨论出来。当时的“联邦城”规划为一个面积100平方英里的菱形区域。其位於波多马克河上的实际地点是由华盛顿总统决定，华盛顿本人还建议美国首都称为“联邦市”。但是1791年9月9日美国首都被命名为华盛顿市，同時把所在的區命名為哥倫比亞特區，因為哥倫比亞當時被作為合眾國的擬人化女性稱呼，從發現新大陸的哥倫布名字而來。华盛顿本人尽管居住在离华盛顿不远的弗农山庄，但在1799年逝世前華盛頓本人很少到访這個以他為名的都市。
华盛顿是由设计过纽约的联邦大厅的法裔美國建築師朗方（Pierre Charles L'Enfant）规划的。朗方将华盛顿的马路设计成棋盘型，南北向的马路以数字命名，东西向的马路以字母命名。除此之外，他还设计几条斜向的大街，并且在大街相汇的路口规划几个圆环以及长方形广场，例如著名的杜邦圆环和法拉格特广场。这些大街都以各州的名称命名，而广场则以人名（尤其是南北战争时期北方将领的名字，如詹姆斯·麦克弗森）。华盛顿的道路系统虽然体现城市规划中的美学，却并不适合现代汽车交通系统。在上下班高峰期，整个华盛顿最拥堵的地区往往都集中在这些圆环和广场附近，因此，华盛顿被认为是美国道路交通条件最差的城市。
1791年－1792年，Andrew Ellicott和非洲裔的自由人本杰明·班内克勘测哥伦比亚特区的边界，每英里埋设一个界碑。其中很多界碑现在仍然存在。
1792年10月13日，白宫奠基。
1814年8月24日，在1812年战争中英军攻占哥伦比亚特区并烧毁大部分公共建筑。美国军队没有能够组织有效的防御并在烧毁海军船厂之后溃逃。英国军队则烧毁美国议会，白宫和财政部等美国政府建筑。一般认为英军烧毁华盛顿是对1813年美军入侵並烧毁多伦多（当时仍称约克）的报复。但是英军的行动仅仅限于公共建筑，而美军在烧毁多伦多时破坏很多民居，导致很多加拿大人在冬天露宿街头。
1847年，波多马克河南岸土地归还弗吉尼亚州。在美国内战爆发之前华盛顿一直是仅仅有几千人居住的小城。美国内战爆发后由于战争需要，美国政府急剧扩张，华盛顿居民显著增加。
1864年，美国内战，具伯·爾利率领南方邦聯军队短时间占领蒙哥马利境内的多处地方并进攻到哥伦比亚特区。7月11日，南方军队经羅克維爾和惠頓（Wheaton）顺着 Rockville Pike（MD-355），New Cut Road（现Viers Mill Road MD-586）进攻到哥伦比亚特区境内距离白宫只有5英里的斯提芬斯堡。
1864年7月12日，聯邦总统林肯亲自到斯提芬斯堡视察战况，成为美国唯一一个在就任期间上战场的总统。当林肯在城堡的矮墙后面观察敌情的时候，林肯旁边的一个军官中弹身亡。具伯·爾利部队的第二指挥官是林肯的前任詹姆斯·布坎南的副总统約翰·C·布雷肯里奇。7月13日，具伯·爾利在发现北方军队得到大量增援之后经蒙哥马利县撤出。
1870年，哥伦比亚特区设立地方政府机构，但由于当时的地方政府行政長官过于铺张浪费，美国国会很快又撤销地方政府，國會对哥伦比亚特区实施近一个世纪的直接管理。
1888年，华盛顿纪念碑开放。
1932年，由于不满退伍补偿金政策，两万多名一战退伍军人在国会大楼前驻扎请愿达一个多月。最终在赫伯特·胡佛总统的命令下，道格拉斯·麦克阿瑟率领陆军部队介入清场，导致四人死亡，数百人受伤。
1950年，哥伦比亚特区居民人口达到最高的802,178。随后人口由于居民逐步向城市外围迁移而减少。
1976年，华盛顿地铁开通。
华盛顿特区一直在國會無代表，只有一位無投票權的眾議院代表，故首都居民一直争取正式成为美國第51州。最近的尝试是華府無投票權眾院代表諾頓（Eleanor Norton）2019年1月提出的「承認華盛頓特區法案」（Washington, D.C. Admission Act），该法案的目的是使华盛顿特区成为一个州加入联邦，从而使其成为该国的第一个也是唯一的城市州。该法案最初于2019年1月3日在第116届美国国会中提出，并于2021年1月4日在第117届美国国会中重新提出。4月22日，美国众议院批准华盛顿哥伦比亚特区成为美國第51州，但還未經美國參議院認可。

## 地理
华盛顿哥伦比亚特区位於美國中大西洋岸地區，北緯38.913611度，西經77.013222度；總面積177平方公里，其中有10.16%是地表水。特區西南同弗吉尼亚州相连，边界为波多马克河，其他三面同马里兰州相连。有三条河流流经华盛顿，分别为波多马克河，及其支流安那考斯迪亚河和罗克河（石溪、岩溪）。
华盛顿的最高点为海拔125米，位于Tenleytown，最低点为海平面高度。市中心位于西北区4街，西北区L街和西北区纽约大道，而不是一般认为的国会大廈球顶。

### 气候
华盛顿属副热带湿润气候，四季分明，气温变化相对和缓，全年降水分配均匀。冬季冷凉，微潮，时而偏向寒冷，日最高气温低于或等于0 °C（32 °F）的平均日数为7.4天，日最低气温低于或等于0 °C（32 °F）的平均日数为60天，低于或等于−10 °C（14 °F）的平均日数为2.3天；夏季炎热潮湿，日最高气温30 °C（86 °F）或以上的日数年均有72天，达35 °C（95 °F）的有12天。就維吉尼亞州雷根国家机场而言，最冷月（1月）均温3.1 °C（37.5 °F），极端最低气温−26 °C（−15 °F）（1899年2月11日）。最热月（7月）均温27.2 °C（81.0 °F），极端最高气温41 °C（106 °F）（1918年8月6日，1930年7月20日）。无霜期平均为235天（3月28日至11月17日）；由于热岛效应的影响，市中心的无霜期较西北郊可多出30天以上；此外，西北郊平均降雪量可达51（20英寸）。可测量降雪平均期为12月22日至2月27日。年均降水量约1,060（41.8英寸），年极端最少降水量为550（21.66英寸）（1930年），最多为1,684（66.28英寸）（2018年）。年均降雪量为35（13.7英寸），但降雪年际变化较大；1972–73与1997–98年的降雪量最少，积累降雪量只有0.25（0.1英寸），2009–10年的降雪量最多，积累降雪量为142（56.1英寸）。
| 华盛顿特区（雷根国家机场）, 1991–2020年正常值，1871年至今极端数据 | 华盛顿特区（雷根国家机场）, 1991–2020年正常值，1871年至今极端数据 | 华盛顿特区（雷根国家机场）, 1991–2020年正常值，1871年至今极端数据 | 华盛顿特区（雷根国家机场）, 1991–2020年正常值，1871年至今极端数据 | 华盛顿特区（雷根国家机场）, 1991–2020年正常值，1871年至今极端数据 | 华盛顿特区（雷根国家机场）, 1991–2020年正常值，1871年至今极端数据 | 华盛顿特区（雷根国家机场）, 1991–2020年正常值，1871年至今极端数据 | 华盛顿特区（雷根国家机场）, 1991–2020年正常值，1871年至今极端数据 | 华盛顿特区（雷根国家机场）, 1991–2020年正常值，1871年至今极端数据 | 华盛顿特区（雷根国家机场）, 1991–2020年正常值，1871年至今极端数据 | 华盛顿特区（雷根国家机场）, 1991–2020年正常值，1871年至今极端数据 | 华盛顿特区（雷根国家机场）, 1991–2020年正常值，1871年至今极端数据 | 华盛顿特区（雷根国家机场）, 1991–2020年正常值，1871年至今极端数据 | 华盛顿特区（雷根国家机场）, 1991–2020年正常值，1871年至今极端数据 |
| 月份 | 1月                                                               | 2月                                                               | 3月                                                               | 4月                                                               | 5月                                                               | 6月                                                               | 7月                                                               | 8月                                                               | 9月                                                               | 10月                                                              | 11月                                                              | 12月                                                              | 全年                                                              |
| --- | ----------------------------------------------------------------- | ----------------------------------------------------------------- | ----------------------------------------------------------------- | ----------------------------------------------------------------- | ----------------------------------------------------------------- | ----------------------------------------------------------------- | ----------------------------------------------------------------- | ----------------------------------------------------------------- | ----------------------------------------------------------------- | ----------------------------------------------------------------- | ----------------------------------------------------------------- | ----------------------------------------------------------------- | ----------------------------------------------------------------- |
| 历史最高温 °C（°F） | 27 (80)                                                           | 29 (84)                                                           | 34 (93)                                                           | 35 (95)                                                           | 37 (99)                                                           | 40 (104)                                                          | 41 (106)                                                          | 41 (106)                                                          | 40 (104)                                                          | 37 (98)                                                           | 30 (86)                                                           | 26 (79)                                                           | 41 (106)                                                          |
| 平均最高温 °C（°F） | 19.3 (66.7)                                                       | 20.1 (68.1)                                                       | 25.2 (77.3)                                                       | 30.2 (86.4)                                                       | 32.8 (91.0)                                                       | 35.4 (95.7)                                                       | 36.7 (98.1)                                                       | 35.8 (96.5)                                                       | 33.3 (91.9)                                                       | 29.2 (84.5)                                                       | 23.8 (74.8)                                                       | 19.5 (67.1)                                                       | 37.3 (99.1)                                                       |
| 平均高温 °C（°F） | 7.1 (44.8)                                                        | 9.1 (48.3)                                                        | 13.6 (56.5)                                                       | 20.0 (68.0)                                                       | 24.7 (76.5)                                                       | 29.5 (85.1)                                                       | 32.0 (89.6)                                                       | 31.0 (87.8)                                                       | 27.1 (80.7)                                                       | 20.8 (69.4)                                                       | 14.6 (58.2)                                                       | 9.3 (48.8)                                                        | 19.9 (67.8)                                                       |
| 平均低温 °C（°F） | −1.1 (30.1)                                                       | −0.1 (31.8)                                                       | 3.7 (38.6)                                                        | 9.1 (48.4)                                                        | 14.4 (58.0)                                                       | 19.7 (67.5)                                                       | 22.4 (72.4)                                                       | 21.7 (71.0)                                                       | 17.8 (64.1)                                                       | 11.2 (52.2)                                                       | 5.3 (41.6)                                                        | 1.4 (34.5)                                                        | 10.5 (50.9)                                                       |
| 平均最低温 °C（°F） | −9.8 (14.3)                                                       | −8.4 (16.9)                                                       | −4.8 (23.4)                                                       | 1.6 (34.9)                                                        | 7.5 (45.5)                                                        | 13.2 (55.7)                                                       | 17.7 (63.8)                                                       | 16.7 (62.1)                                                       | 10.7 (51.3)                                                       | 3.7 (38.7)                                                        | −1.8 (28.8)                                                       | −5.9 (21.3)                                                       | −10.9 (12.3)                                                      |
| 历史最低温 °C（°F） | −26 (−14)                                                         | −26 (−15)                                                         | −16 (4)                                                           | −9 (15)                                                           | 1 (33)                                                            | 6 (43)                                                            | 11 (52)                                                           | 9 (49)                                                            | 2 (36)                                                            | −3 (26)                                                           | −12 (11)                                                          | −25 (−13)                                                         | −26 (−15)                                                         |
| 平均降水量 mm（） | 73 (2.86)                                                         | 67 (2.62)                                                         | 89 (3.50)                                                         | 82 (3.21)                                                         | 100 (3.94)                                                        | 107 (4.20)                                                        | 110 (4.33)                                                        | 83 (3.25)                                                         | 100 (3.93)                                                        | 93 (3.66)                                                         | 74 (2.91)                                                         | 87 (3.41)                                                         | 1,065 (41.82)                                                     |
| 平均降雪量 cm（） | 12 (4.9)                                                          | 13 (5.0)                                                          | 5.1 (2.0)                                                         | 0.0 (0.0)                                                         | 0.0 (0.0)                                                         | 0.0 (0.0)                                                         | 0.0 (0.0)                                                         | 0.0 (0.0)                                                         | 0.0 (0.0)                                                         | 0.0 (0.0)                                                         | 0.25 (0.1)                                                        | 4.3 (1.7)                                                         | 35 (13.7)                                                         |
| 平均降水天数（≥ 0.01英寸或0.25） | 9.7                                                               | 9.3                                                               | 11.0                                                              | 10.8                                                              | 11.6                                                              | 10.6                                                              | 10.5                                                              | 8.7                                                               | 8.7                                                               | 8.3                                                               | 8.4                                                               | 10.1                                                              | 117.7                                                             |
| 平均降雪天数（≥ 0.01英寸或0.025） | 2.8                                                               | 2.7                                                               | 1.1                                                               | 0.0                                                               | 0.0                                                               | 0.0                                                               | 0.0                                                               | 0.0                                                               | 0.0                                                               | 0.0                                                               | 0.1                                                               | 1.3                                                               | 8.0                                                               |
| 平均相對濕度（％） | 64                                                                | 63                                                                | 60                                                                | 60                                                                | 66                                                                | 68                                                                | 68                                                                | 70                                                                | 71                                                                | 70                                                                | 66                                                                | 66                                                                | 66                                                                |
| 月均日照時數 | 144.6                                                             | 151.8                                                             | 204.0                                                             | 228.2                                                             | 260.5                                                             | 283.2                                                             | 280.5                                                             | 263.1                                                             | 225.0                                                             | 203.6                                                             | 150.2                                                             | 133.0                                                             | 2,527.7                                                           |
| 可照百分比 | 48                                                                | 50                                                                | 55                                                                | 57                                                                | 59                                                                | 64                                                                | 62                                                                | 62                                                                | 60                                                                | 59                                                                | 50                                                                | 45                                                                | 57                                                                |
| 来源：NOAA（1981–2010年相对湿度；1961–1990年日照） 注：华盛顿特区国际交换站，1871年1月1日－1945年6月30日在西北区24号街与M街交口，1945年7月1日起在維吉尼亞州里根国家机场。 降水、气温、降雪量和降雪深度记录分别始于1871年1月1日，1872年1月1日，1884年7月1日和1893年1月2日。 |                                                                   |                                                                   |                                                                   |                                                                   |                                                                   |                                                                   |                                                                   |                                                                   |                                                                   |                                                                   |                                                                   |                                                                   |                                                                   |

## 政治

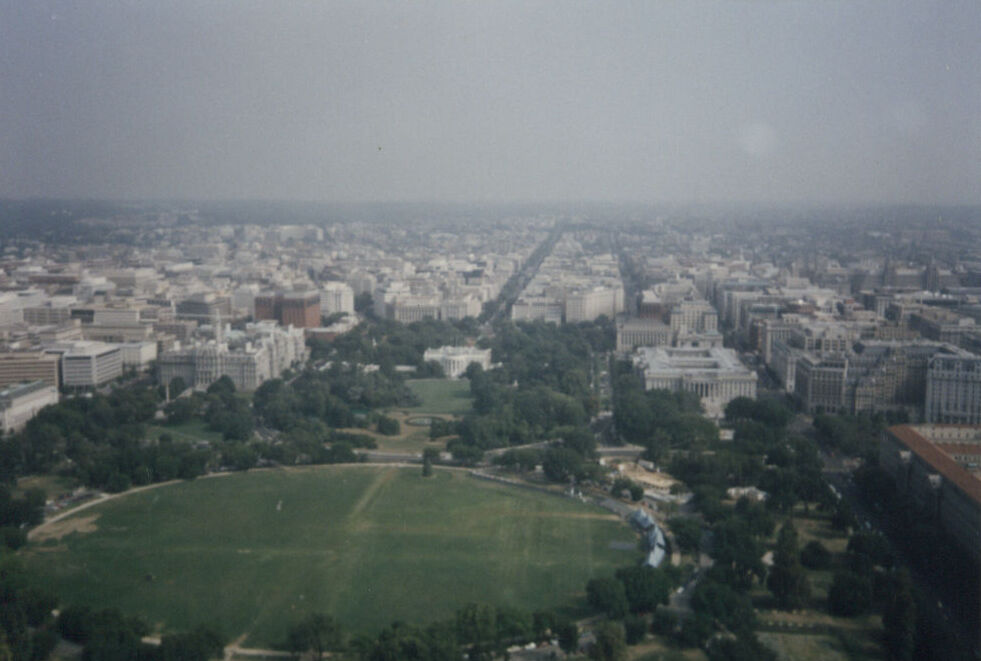
从华盛顿纪念碑上远眺白宫

依據美国宪法第一章，華盛頓特区的最高权威机构为美國國會，通过华盛顿特区政府实施市政治理，因此国会有权否決地方立法。除了地方自治權受制約外，华盛顿特区居民的一些參政權也與居住在各州的一般美國民眾不同：他們在众议院仅有一名列席代表，是不具选举权的代表（英語：delegate），而且沒有聯邦參議員。
1961年3月29日，憲法第23修正案通過后，哥伦比亚特区居民获得美国总统选举权利，賦予3张選舉人票，是人均选举人票最多的地区，而歷次總統選舉中，3張选举人票全給民主黨候選人，民主黨得票率超過八成。從1964年開放選舉人票以來，華盛頓特區始終是民主黨的鐵票倉，總統大選選舉人票全由民主黨以極高的票數拿下。
1974年Walter Washington成为華盛頓特区第一任及首位黑人民选市长。1978年Marion Barry成为華盛頓特区市长，在其領導下哥伦比亚特区的治安十分惡劣，其對市政的管理不善，被稱為美國最差的市長。1990年Barry因吸毒被判6个月徒刑，因而無法再參選。1990年Sharon Pratt Kelly成为華盛頓特区第一位黑人女市长。1994年Marion Barry再度当选市长。在其任期内華盛頓特区几乎破产，以致国会直接指派一个财政委员会處理特區事務。1998年Anthony Williams当选市长，在其任期内華盛頓特区财政得以恢复，2011年特區的財政收支達到平衡預算後，财政委员会中止運作，2002年再度当选。歷任市長都是民主黨籍。

## 经济
华盛顿的经济在很大程度上同联邦政府或国防部、能源部、国立卫生研究院、食品药物管理局等政府机关相关。由于联邦政府的运作几乎不受经济萧条的影响，同美国其他地区相比，华盛顿的经济受经济萧条的影响相对很小。
位于华盛顿的财富500公司包括：
- 博思艾伦咨询公司
- 房地美（Freddie Mac，又譯房貸美，舊名聯邦住房抵押貸款公司）
- 房利美（Fannie Mae，舊名聯邦國民按揭貸款協會）
- Pepco Holding Incorporated
- 丹纳赫集团（Danaher）
- Nextel（英语：Nextel Communications）
- 甘尼特集团（Gannett），今日美国（USA Today）的母公司
- SLM Corporation
- NVR Incorporated

## 統計資料
| 调查年                 | 人口    | 备注 | %±     |
| ---------------------- | ------- | ---- | ------ |
| 1800                   | 8,144   |      | —      |
| 1810                   | 15,471  |      | 90.0%  |
| 1820                   | 23,336  |      | 50.8%  |
| 1830                   | 30,261  |      | 29.7%  |
| 1840                   | 33,745  |      | 11.5%  |
| 1850                   | 51,687  |      | 53.2%  |
| 1860                   | 75,080  |      | 45.3%  |
| 1870                   | 131,700 |      | 75.4%  |
| 1880                   | 177,624 |      | 34.9%  |
| 1890                   | 230,392 |      | 29.7%  |
| 1900                   | 278,718 |      | 21.0%  |
| 1910                   | 331,069 |      | 18.8%  |
| 1920                   | 437,571 |      | 32.2%  |
| 1930                   | 486,869 |      | 11.3%  |
| 1940                   | 663,091 |      | 36.2%  |
| 1950                   | 802,178 |      | 21.0%  |
| 1960                   | 763,956 |      | −4.8%  |
| 1970                   | 756,510 |      | −1.0%  |
| 1980                   | 638,333 |      | −15.6% |
| 1990                   | 606,900 |      | −4.9%  |
| 2000                   | 572,059 |      | −5.7%  |
| 2010                   | 601,723 |      | 5.2%   |
| 2020                   | 689,545 |      | 14.6%  |
| Source:Note: 2010–2020 |         |      |        |

### 人口組成
| 人口比例                      | 2020  | 2010  | 1990  | 1970  | 1940  |
| ----------------------------- | ----- | ----- | ----- | ----- | ----- |
| 白人                          | 39.6% | 38.5% | 29.6% | 27.7% | 71.5% |
| — 非西班牙裔白人              | 38.0% | 34.8% | 27.4% | 26.5% | 71.4% |
| 黑人或非裔美国人              | 41.4% | 50.7% | 65.8% | 71.1% | 28.2% |
| 西班牙裔或拉丁裔 （任何种族） | 11.3% | 9.1%  | 5.4%  | 2.1%  | 0.1%  |
| 亚裔                          | 4.8%  | 3.5%  | 1.8%  | 0.6%  | 0.2%  |

根据2000年统计数字，华盛顿内有居民572,059人，248,338户，114,235个家庭。人口密度为每平方公里3597.3人（每平方英里9316.4人）。华盛顿的种族分布为60.01%黑人或非洲裔，32.78%白人，2.66%亚裔，0.30%美洲原住民，0.06%太平洋岛屿居民，3.84%其他種族，2.35%属于两個或两個以上的族群；7.86%的人口属于西語裔或拉丁美洲裔，其中萨尔瓦多人是最大的西語裔族群。
根据2000年统计数字，5岁以上的华盛顿居民在家中83.2%说英语，9.2%说西班牙语，1.8%说法语，1%说非洲语言，0.5%说汉语。
2010年調查數據指出，哥倫比亞特區七成人口信奉基督宗教（17％居民為浸信宗信徒，13％為天主教徒，6％是福音派新教徒，4％是循道宗信徒，3％屬聖公宗，2％是東正教徒，1％是五旬宗信徒，1％是再臨宗信徒，1％是路德宗信徒，1％是長老宗，此外還有1％屬摩門教）另有3％人口是猶太教徒，1％是伊斯兰教徒，1％是佛教徒，1％是印度教徒。
华盛顿的人口约为982,853；流动人口为410,000，占常驻人口的72%。此比例在美國仅次于纽约。
华盛顿都会区，包括该区及周边郊区，是美国第六大都会区，估计有600万居民。华盛顿都会区加上巴尔的摩都会区，就形成了广阔的巴尔的摩-华盛顿都市区。2020年人口超过980万，是美国第三大联合统计区。

### 犯罪率
在1990年代初期，华盛顿被认为是美国的“谋杀之都”，1991年凶杀案达到最高的479起。但现在凶杀案已显著下降，2004年为198起，2005年195起。2012年，华盛顿的年度谋杀罪下降至88起，是自1961年以来的最低总数。2021年，年度谋杀案继续以上升趋势，总计226起，比以前低点显着增加。
华盛顿的犯罪高发区为城市东部的贫困社区，其他地区的犯罪率相对较低。华盛顿西北区较富裕的社区通常是安全的，尤其是在政府部门集中的地区，例如华盛顿市中心、雾谷、使馆区。但在华盛顿犯罪率下降的同时，濒临华盛顿东北区的马里兰州喬治王子縣犯罪率大幅度上升。
该市枪支相关法律包括要求枪支登记，攻击性武器禁令。
除了政府下辖的华盛顿都会警察局外，许多联邦执法机构也在该市拥有管辖权，例如成立于1791年的美国公园警察。

## 文化

### 博物馆

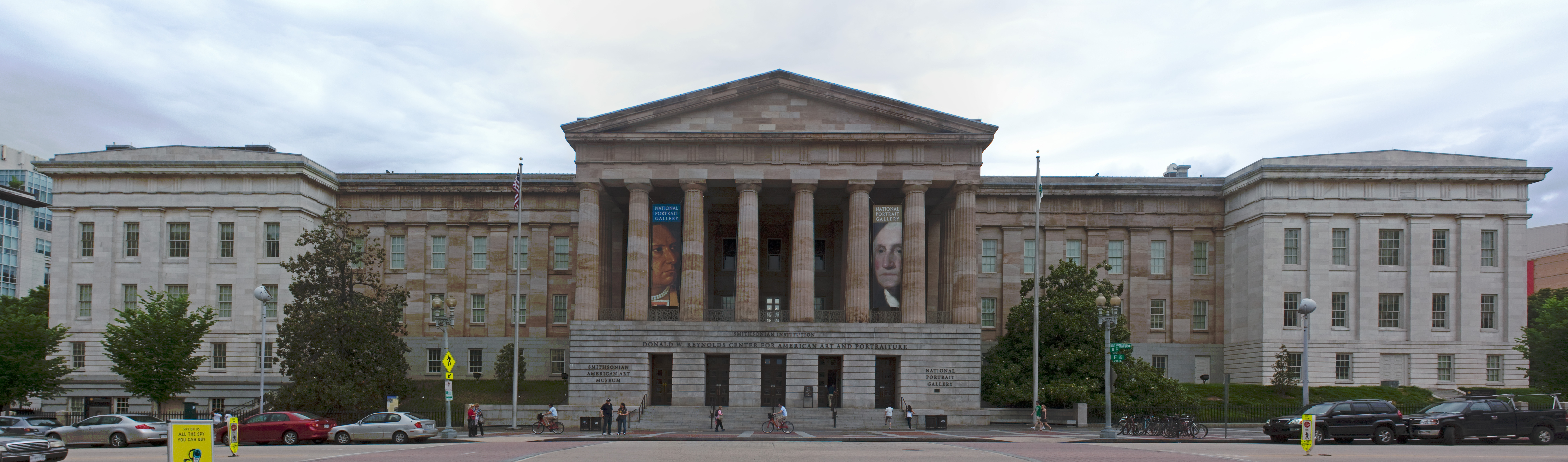
史密森尼美國藝術博物館

史密森尼博物館系統大多数博物馆都坐落于华盛顿市区；很多在特区的博物馆都是免费开放。
华盛顿市内的主要博物馆包括：
- 史密森尼學會以及下属博物馆
  - 弗里尔美术馆
  - 阿瑟·M·萨克勒美术馆
  - 国立美国历史博物馆
  - 国立自然历史博物馆
  - 美國國家肖像畫廊
  - 國家航空和太空博物館
  - 赫尚博物馆和雕塑园
  - 伦威克美术馆
  - 国立非洲艺术博物馆
  - 阿纳卡斯蒂亚地区博物馆（英语：Anacostia Museum）
  - 國立美國印第安人博物館
  - 美國藝術博物館
  - 國立美國郵政博物館
  - 史密森國立動物園（国立动物园是美国少数几个有大熊猫展示的动物园）
- 美国国家画廊（附属于史密森尼博物館系統，但独立运作）
- 国家地理学会
- 新闻博物馆
- 美国大屠杀纪念博物馆
- 国际间谍博物馆
- 菲利普美术馆
- 敦巴顿橡树园
- 福特剧院
- 国家建筑博物馆
- 希尔伍德庄园（Hillwood Estate）

另外，国会图书馆和国家档案馆也是重要的博物馆类型机构。国家档案馆目前藏有美国独立宣言和美国宪法原件。

### 教育

#### 学区
华府公立学校是华盛顿哥伦比亚特区的学区。

#### 高等教育機構

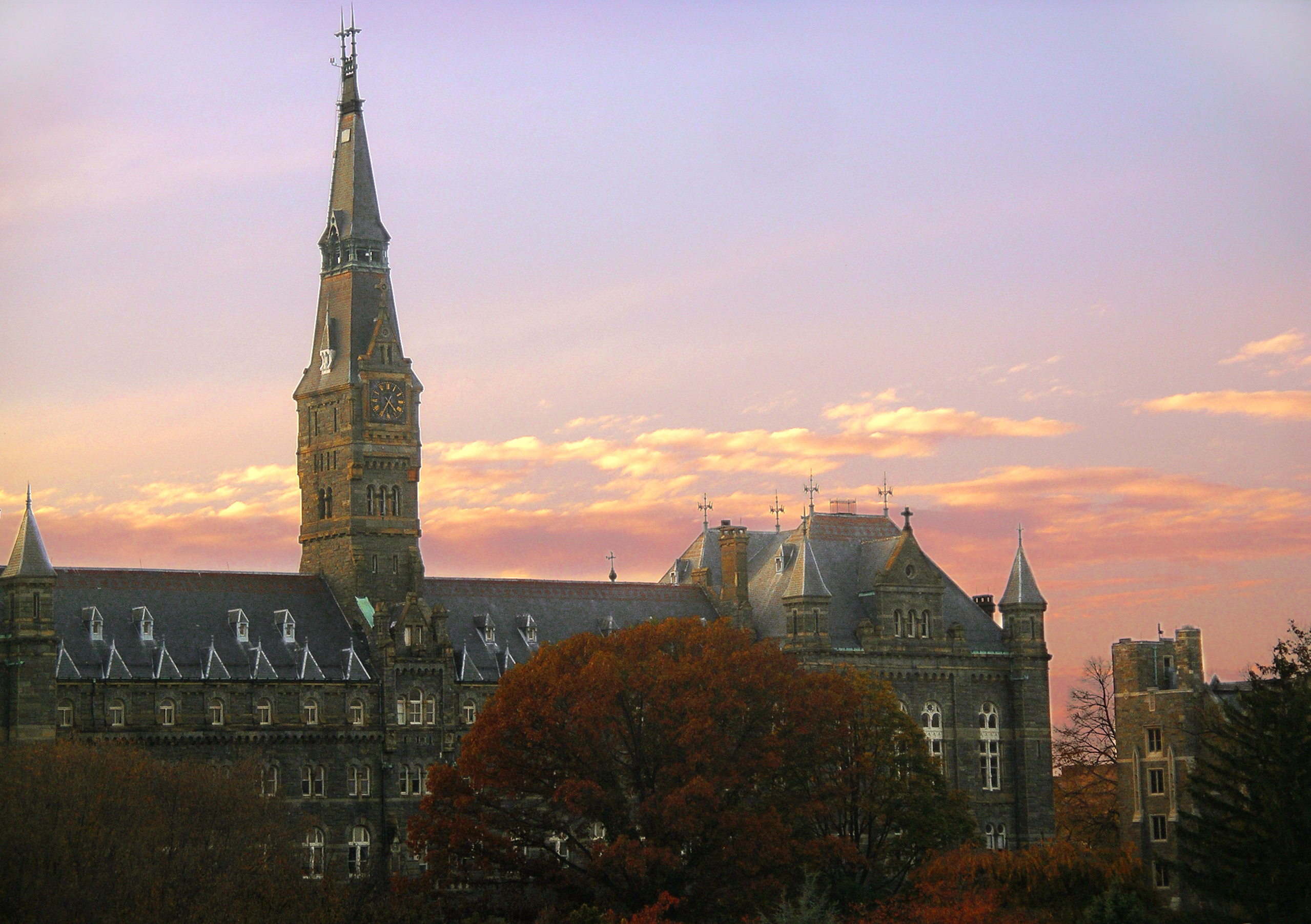
喬治城大學

華盛頓哥倫比亞特區是美國社區學院協會（American Association of Community Colleges）的發源地。
詳見華盛頓哥倫比亞特區大專院校列表

### 表演艺术及流行文化
华盛顿是美国一个主要的表演艺术中心。约翰·肯尼迪表演艺术中心是美国国家交响乐团、华盛顿国家歌剧院和华盛顿芭蕾舞团的主要演出场所。肯尼迪中心荣誉奖每年颁发给对美国文化生活做出巨大贡献的表演艺术人士。历史悠久的福特剧院是亚伯拉罕·林肯总统遇刺的地点，它继续作为一个功能性的表演空间和博物馆运作。
美国海军陆战队军乐团成立于1798年，是美国最古老的专业音乐组织。美国进行曲作曲家約翰·菲利普·蘇沙从1880年到1892年领导海军陆战队军乐团。美国海军乐队成立于1925年，总部设在华盛顿海军工厂，并在城市各地的官方活动和公共音乐会上演出。华盛顿拥有强大的当地剧院传统。Arena Stage成立于1950年，是美国第一批非營利性剧场之一，在特区独立剧院运动中获得了全国关注。
位于华盛顿西北区的U街走廊，被称为“华盛顿的黑人百老汇”，是霍华德剧院、波西米亚洞穴和林肯剧院等机构的所在地，这里曾接待过华盛顿本土的艾灵顿公爵、约翰·柯川和邁爾士·戴維斯等音乐传奇人物。华盛顿有自己的本土音乐流派，叫做go-go;这是一种后朋克、以打击乐为主导的R&B，掺杂有大量的即兴演出和舞蹈节奏；在20世纪70年代末由华盛顿特区乐队领袖查克·布朗(Chuck Brown)流行开来。
华盛顿是美国朋克摇滚、独立音乐的重要中心。Dischord唱片由Fugazi乐队的主唱Ian MacKaye组建，是80年代朋克和90年代独立摇滚最重要的独立厂牌之一。U街是华盛顿的酒吧和爵士乐表演聚集区，黑猫和9:30俱乐部这样的现代另类音乐和独立音乐场所为U街地区带来了流行乐演出。
华盛顿还是很多电视剧故事的发生地，这些电视剧大多数以政府机关，安全机构或者与前两者相关的机构为背景。

### 大眾傳播

#### 报纸
《华盛顿邮报》是在华盛顿地区最重要的报纸，同时也是美国最有影响力的日报之一。每日发行的《华盛顿时报》和每周发行的《华盛顿城市报》也有很大的读者群。2005年，面向城市外围居民的《杂志报》重组为《华盛顿检查家》。每周发行的《华盛顿刀锋》则主要讨论同性恋话题。《华盛顿知情人》则专注非洲裔美国人读者。

#### 广播
“XM卫星广播”和“全国公共广播电台”以及美國官方宣傳機構“美国之音”（美國之音依法不能向美國國內放送宣傳）的总部设于华盛顿，並由於美國之音的台呼“This is the Voice of America, Washington D.C.,signing on.”使這座城市廣為接受美國宣傳運作的人所耳聞之。
华盛顿地区主要的广播电台有WARW 94.7FM（经典摇滚），WIHT 99.5 FM（Top 40），WWDC 101.1 FM（另类摇滚）。城市电台包括WPGC 95.5 FM，WHUR 96.3 FM, WMMJ 102.3 FM, Radio CPR 97.5 FM，WTEM 980 AM（体育），WTOP 820 AM, 103.5 FM, 107.7 FM（新闻，交通），华盛顿邮报电台AM1500。

#### 电视
华盛顿的地區电视台包括：
| 呼號 | 無綫頻道號 | 隸屬電視網              |
| ---- | ---------- | ----------------------- |
| WRC  | 4          | 全國廣播公司（NBC）     |
| WTTG | 5          | 福克斯廣播公司（Fox）   |
| WJLA | 7          | 美國廣播公司（ABC）     |
| WUSA | 9          | 哥倫比亞廣播公司（CBS） |
| WDCA | 20         | MyNetworkTV             |
| WETA | 26         | 公共電視網（PBS）       |
| WHUT | 32         | 公共電視網（PBS）       |
| WDCW | 50         | CW電視台                |

总部设在华盛顿的有线电视台包括以报道国会会议为主的C-SPAN，和以非洲裔美国人娱乐节目为主的BET。探索频道的总部设于华盛顿外围的马里兰州银泉。由于华盛顿的政治重要性，NBC、ABC、CBS、Fox及CNN等美国主要广播公司以及来自海外的BBC、CBC和半岛电视台都有重要分支机构。

## 交通

### 主要機場

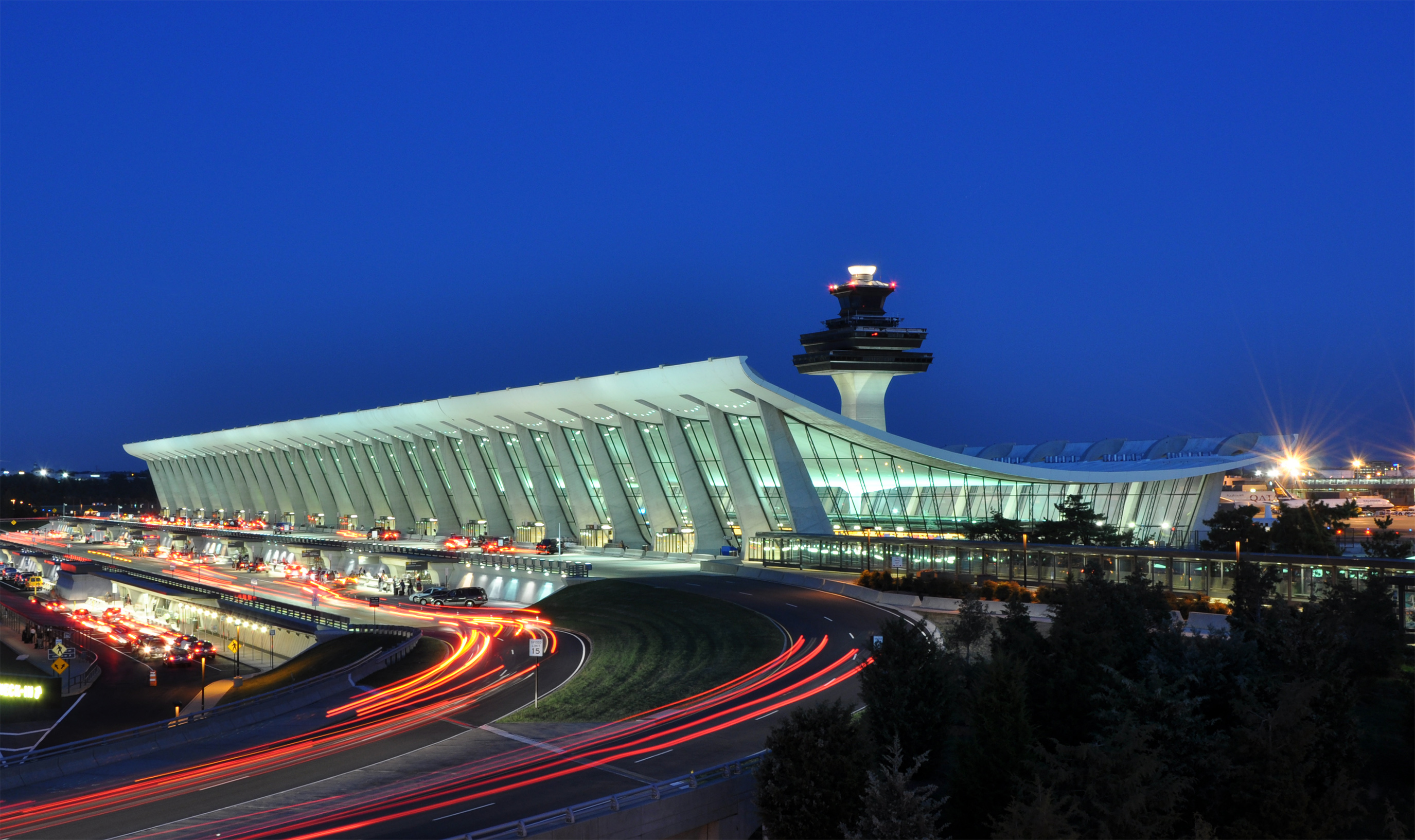
華盛頓杜勒斯國際機場

一般所指的華盛頓都會區機場有三個，但沒有一個位在哥倫比亞特區境內。
- 罗纳德·里根華盛頓國家機場（DCA）：位於維吉尼亞州阿靈頓，離華盛頓最近（約5公里），以美国航空和達美航空的接駁班機為主。
- 華盛頓杜勒斯國際機場（IAD）：位於維吉尼亞州费尔法克斯县和劳登县，離特區約半個小時車程。聯合航空的轉運中心。
- 巴尔的摩/华盛顿瑟古德·马歇尔国际机场（BWI）：位於馬利蘭州巴爾的摩近郊，離華盛頓一個小時車程，是西南航空的主要營運點之一。

### 主要公路
- 95号州际公路（I-95）
  - 495号州际公路 / 首都環狀高速公路（I-495 / Capital Beltway）
  - 395号州际公路（I-395）
  - 295号州际公路（I-295）
- 270号州际公路（I-270）
- 66号州际公路（I-66）
- 喬治·華盛頓紀念公園路（George Washington Memorial Parkway）

### 地鐵

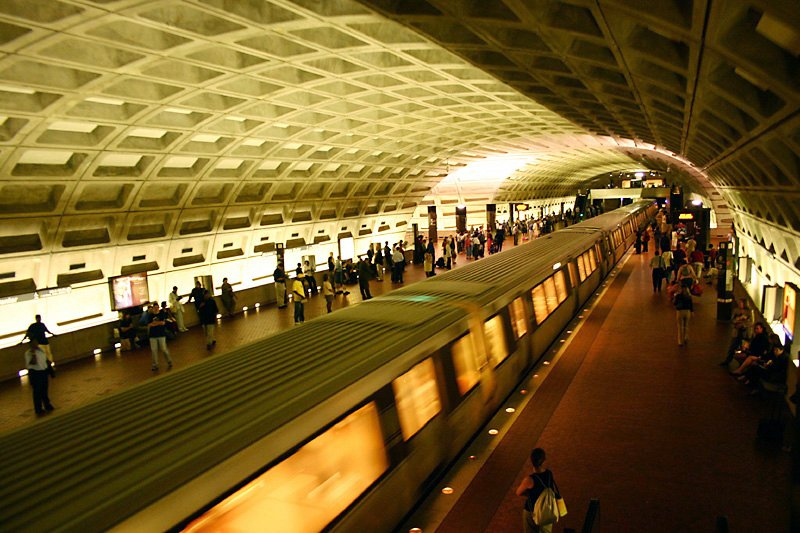
華盛頓地鐵車站內部景觀

華盛頓地鐵于1976年通车，是美國第二繁忙的地鐵系統，日均载客人数僅次於紐約地鐵。服務範圍包含特區及鄰近馬里蘭州的喬治王子縣、蒙哥馬利縣，及維吉尼亞州的費爾法克斯郡、阿靈頓縣、亞歷山卓市。2014年夏季銀線部分通車，使得原本五条線的特區地鐵目前共有紅、藍、綠、黃、銀六条線，共有91個車站及190公里長的軌道。
華盛頓地鐵及公共汽車由華盛頓都會區交通局（WMATA）擁有及操作。且不同於紐約市、費城及波士頓的單一票價制，華盛頓地鐵同時依里程及時段（分為尖鋒、一般、折價）計費，較為複雜。

## 職業運動

### 美式足球
- NFL
  - 华盛顿指挥官
- NCAA
  - 马里兰大学

### 棒球
- 大聯盟
  - 華盛頓國民（1次世界大賽冠軍）

### 籃球
- NBA
  - 華盛顿奇才（1次NBA總冠軍）
- NCAA
  - 喬治城大学
  - 乔治·华盛顿大学
  - 乔治梅森大学（弗吉尼亚州）
  - 马里兰大学
- WNBA
  - 華盛頓神秘（1次WNBA總冠軍）

### 冰球
- NHL
  - 華盛頓首都（1次NHL冠軍）

### 足球
- MLS
  - 華盛頓聯隊
- NWSL
  - 華盛頓精神

## 旅游及人文景观

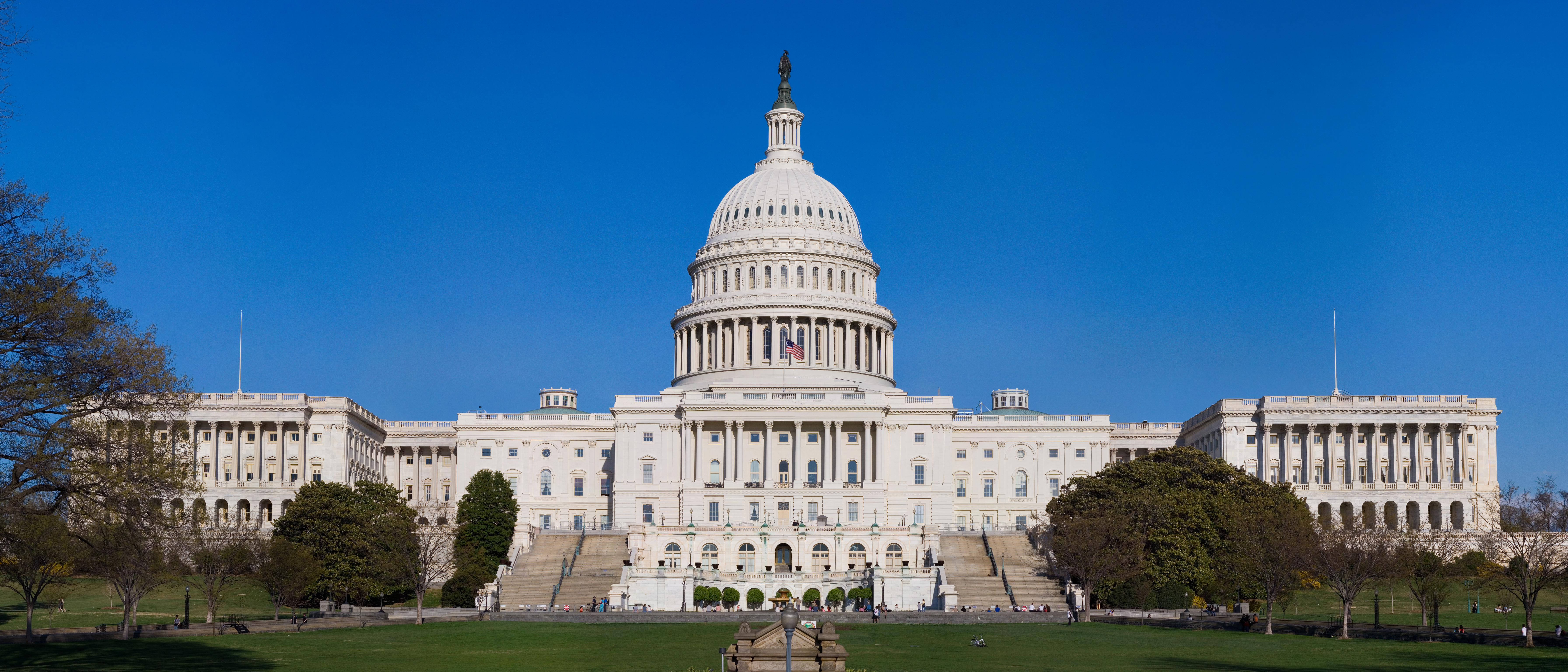
美國國會大廈

华盛顿有众多的人文景观，例如美國國會大廈、國家廣場、白宫、华盛顿纪念碑、杰斐逊纪念堂、林肯纪念堂、富兰克林·罗斯福纪念碑、国家第二次世界大战纪念碑、朝鲜战争老兵纪念碑、越南战争老兵纪念碑、哥伦比亚特区第一次世界大战纪念碑和爱因斯坦纪念碑。这些纪念建筑和特区內的博物馆一样，大多免费开放。华盛顿纪念碑可乘电梯到顶，觀賞特区的景色，每天只发放固定数量的门票。以前的白宫门口车辆可以自由通行。白宫和国会大厦在911事件发生以后，曾经对外关闭过一段时间。现在又重新开放。而且也封锁了几道经过白宫的街道，只能步行。在白宫和国会大厦可以看到几间有纪念性的房间、雕像和壁画。
其他人文景观还包括华府华埠、旧邮政局大厦、华盛顿国家大教堂、以及美国最大的天主教堂圣母无玷始胎国家朝圣地圣殿等。唐人街和世界其他的地方一样，也有一座中国牌坊名叫“友谊拱门”，是中国以外最大的牌坊之一。那里还有一个普通公寓改成的观音庙。那里也有中国餐馆、华人商店等。美国大屠杀纪念博物馆是犹太人合资兴建的，在美国很多犹太人建造的大屠杀纪念馆都是免费对外开放。

### 国家广场和潮汐湖
国家广场是林肯纪念堂和美国国会大厦之间华盛顿市中心附近的一个大型开放式公园。鉴于其显赫地位，该广场通常是政治抗议、音乐会、节日和总统就职典礼的举办地。美国独立日7月4日晚上，国家广场会举行大型烟花表演。

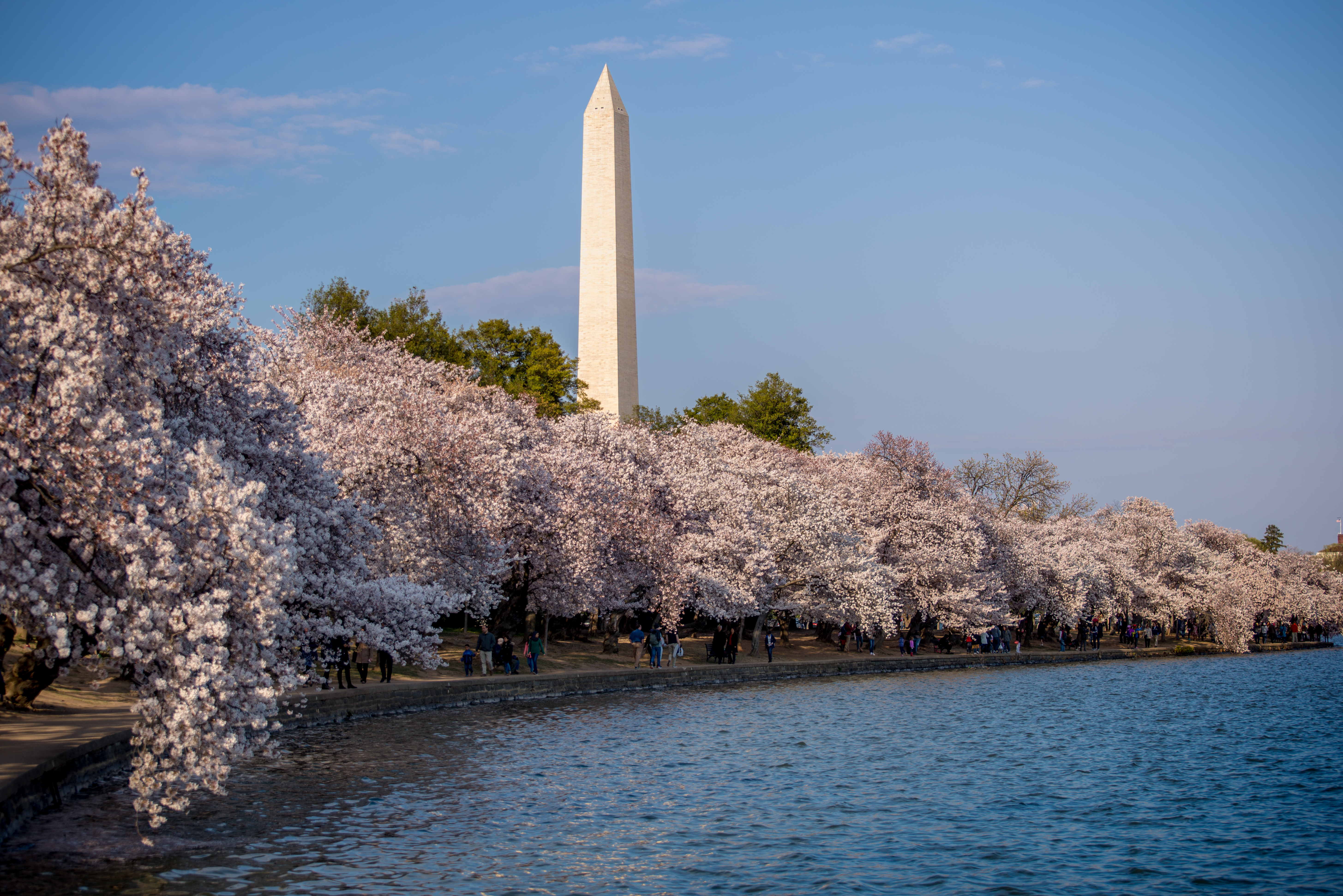
国家樱花节期间的华盛顿纪念碑和潮汐湖

国家广场的南边，潮汐湖以成排的日本樱花树为特色。每年春天，数以百万计的樱花盛开，作为一年一度的国家樱花节的一部分，这一盛事吸引了来自世界各地的游客。富兰克林德拉诺罗斯福纪念馆、乔治梅森纪念馆、杰斐逊纪念堂、马丁路德金纪念碑和哥伦比亚特区战争纪念碑都在潮汐湖周围。

## 友好城市
华盛顿哥倫比亞特区共有14个官方友好城市协定。由于特殊的单一友好城市政策，巴黎与罗马互相认同对方为其唯一的“伙伴城市”。
| 城市         | 国家     | 年份                               |
| ------------ | -------- | ---------------------------------- |
| 曼谷         | 泰國     | 1962年（2002、2012年续约）         |
| 达喀尔       | 塞内加尔 | 1980年（2006年续约）               |
| 北京         | 中国     | 1984年（2004、2012年续约）         |
| 布鲁塞尔     | 比利时   | 1985年（2002、2011年续约）         |
| 雅典         | 希腊     | 2000年                             |
| 巴黎         | 法國     | 2000年（2005年续约，友好合作协议） |
| 比勒陀利亚   | 南非     | 2002年（2008、2011年续约）         |
| 首尔         |          | 2006年                             |
| 阿克拉       |          | 2006年                             |
| 桑德兰       | 英国     | 2006年（2012年续约）               |
| 罗马         | 義大利   | 2011年（2013年续约）               |
| 安卡拉       | 土耳其   | 2011年                             |
| 巴西利亚     | 巴西     | 2013年                             |
| 亚的斯亚贝巴 | 衣索比亞 | 2013年                             |
| 聖薩爾瓦多   | 薩爾瓦多 | 2018年                             |